# 16 aprilie
ianuarie • februarie • martie  • aprilie  • mai  • iunie  • iulie  • august  • septembrie  • octombrie  • noiembrie  • decembrie
16 aprilie este a 106-a zi a calendarului gregorian și ziua a 107-a în anii bisecți. Mai sunt 259 de zile până la sfârșitul anului.

## Evenimente

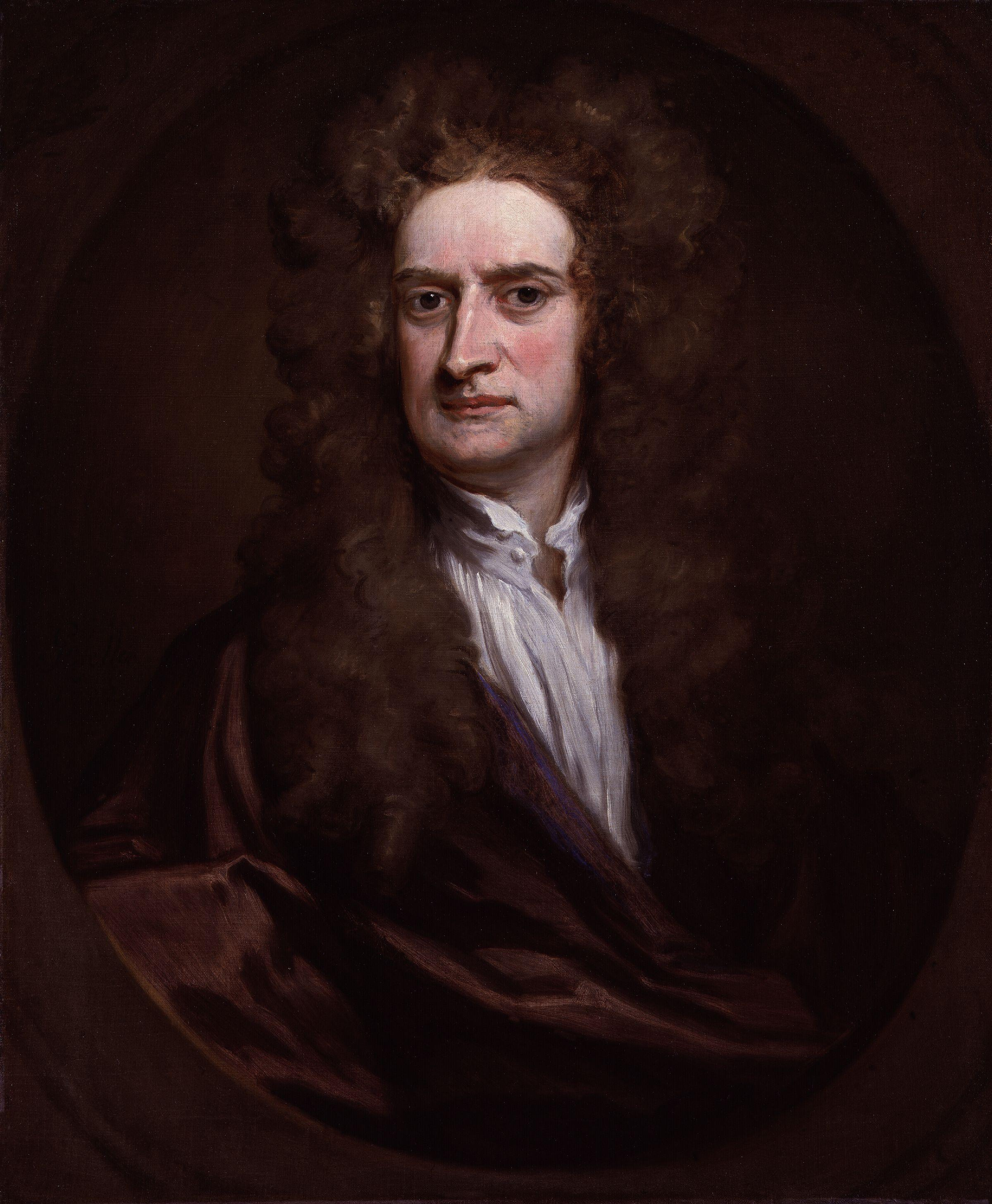
1705: Isaac Newton este înnobilat de regina Anne în timpul unei vizite regale la Trinity College, Cambridge.

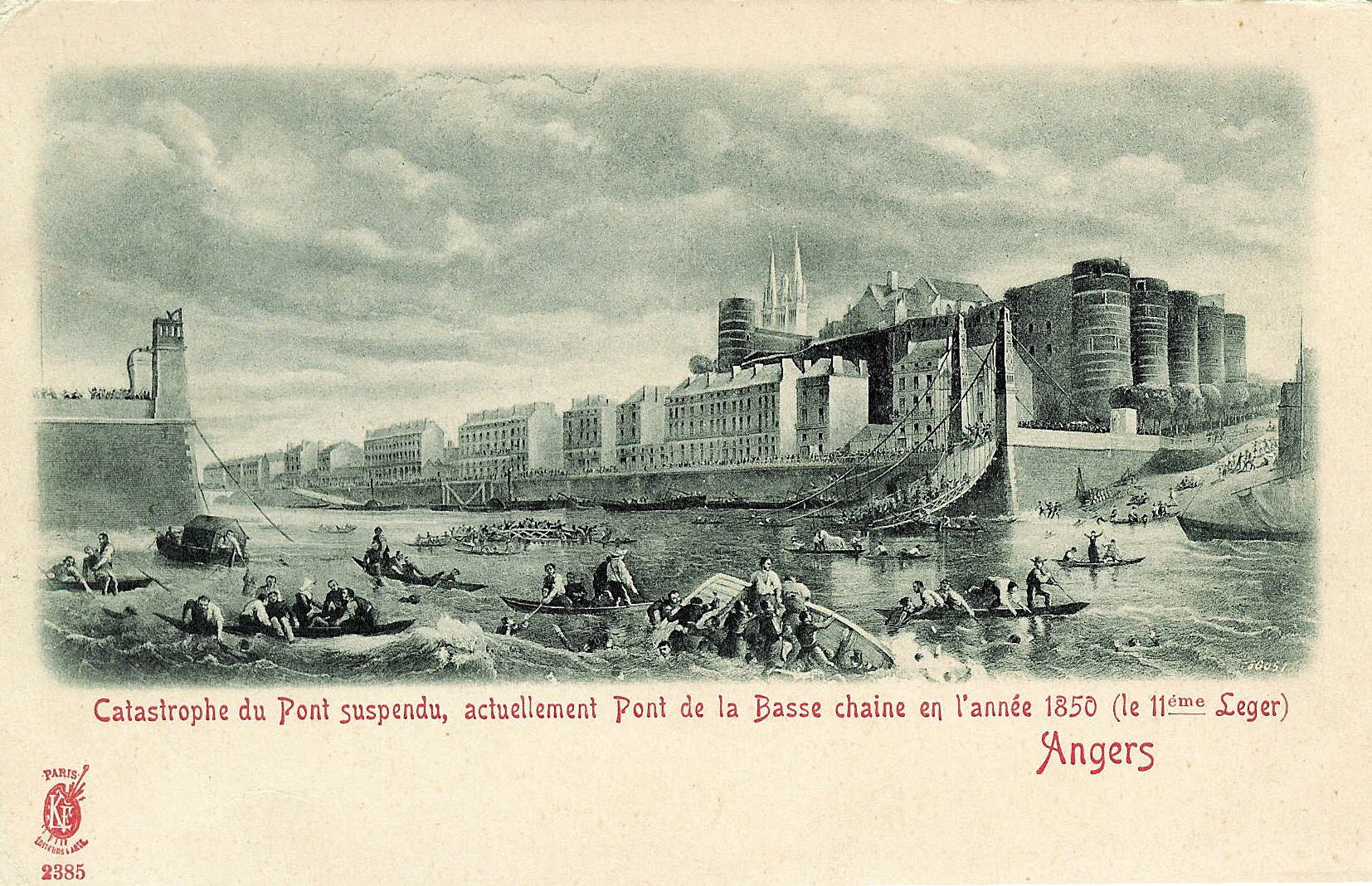
1850: Podul suspendat peste râul Maine din Angers, Franța se prăbușește din cauza rezonanței în timp ce un batalion de soldați francezi mărșăluiau la pas, ucigând 226 dintre ei. În imagine podul prăbușit.

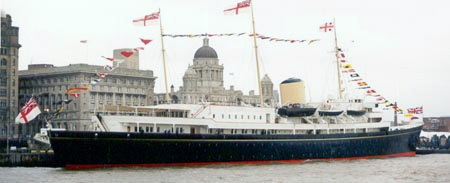
1953: Regina Elisabeta a II-a lansează yacht-ul regal HMY Britannia.

- 0073: Masada, o cetate evreiească cade în mâinile romanilor după câteva luni de asalt, ducând la sfârșitul Marii Revolte a Evreilor.
- 1520: În Spania începe Revolta comunităților împotriva domniei regelui Carol Quintul.
- 1705: Isaac Newton este înnobilat de regina Anne în timpul unei vizite regale la Trinity College, Cambridge.
- 1746: Trupele guvernamentale britanice conduse de Prințul William, Duce de Cumberland distrug armata lui Charles Edward Stuart în Bătălia de la Culloden în Scoția.
- 1846: Atentat eșuat contra regelui Ludovic-Filip I, comis într-un parc al castelului Fontainebleau de Pierre Lecomte. Atentatorul a fost executat la 8 iunie.
- 1850: Podul suspendat peste râul Maine din Angers, Franța se prăbușește din cauza rezonanței în timp ce un batalion de soldați francezi mărșăluiau la pas, ucigând 226 dintre ei.
- 1869: A apărut, la București, revista „Traian", editată de Bogdan Petriceicu Hasdeu.
- 1917: Vladimir Lenin s-a întors la Petrograd (în prezent Petersburg) după ani de exil pentru a prelua rolul de lider al Revoluției bolșevice. Cu o lună mai înainte țarul Nicolae al II-lea fusese înlăturat de la putere.
- 1917: Primul Război Mondial: Începe A Doua Bătălie de la Aisne terminată cu victoria germanilor; a fost o tentativă franceză de a rupe frontul german între Soissons și Reims, sub ordinele generalului Nivelle.
- 1925: Comuniștii bulgari cu ajutorul sovietic comit un atac cu bombă asupra Catedralei Sfânta Nedelia în Sofia, Bulgaria, în care mai mult de 150 de persoane au murit, inclusiv politicieni și militari de rang înalt.
- 1930: Declanșarea războiului civil în China.
- 1938: Au fost arestați și condamnați la închisoare mai mulți conducători legionari, în frunte cu căpitanul Corneliu Zelea Codreanu.
- 1943: Chimistul elvețian Albert Hofmann descoperă accidental efectele halucinogene ale LSD-ului, în căutarea unui stimulent circulator.
- 1947: Explozia din portul Texas City a unei nave de marfă încărcată cu aproximativ 2.300 de tone de azotat de amoniu a ucis 581 de persoane, 5.000 de răniți, sute de persoane fără adăpost și 65 de milioane de dolari daune.[1] Forța exploziei a făcut ca 16 km distanță, jumătate din ferestrele din Galveston să fie spulberate.[2] A fost cel mai mortal accident industrial din istoria Statelor Unite și una dintre cele mai mari explozii non-nucleare din istorie.
- 1953: Regina Elisabeta a II-a lansează yacht-ul regal HMY Britannia.
- 1972: La Cape Canaveral, Florida, a fost lansată naveta spațială Apollo 16, care a aselenizat la 20 aprilie 1972.
- 2007: Un student din Statele Unite, a ucis 32 de oameni și a rănit alți 23 înainte de a se sinucide, într-o Universitate din statul Virginia. Evenimentul a rămas cunoscut sub numele de: masacrul de la Virginia Tech.
- 2017: Circa 55 de milioane de turci cu drept de vot sunt chemați la un referendum pentru a spune "da" sau "nu" în privința modificării a 18 articole din Constituție care ar institui un sistem prezidențial, cu puteri ample în locul actualului model parlamentar. Prezența la vot a fost de 85,43% din care 51,41% au votat „Da” și 48,59% au votat „Nu”.
- 2021: Pandemie COVID-19 – Numărul global de decese din cauza COVID-19 depășește 3 milioane.[3]

## Nașteri
- 1319: Ioan al II-lea al Franței (d. 1364)
- 1495: Petrus Apianus, matematician german (d. 1557)
- 1693: Anne Sophie Reventlow, regină a Danemarcei și Norvegiei (d. 1743)
- 1755: Louise Élisabeth Vigée Le Brun, pictoriță franceză (d. 1842)
- 1808: Eugène-Emmanuel Amaury-Duval, pictor francez (d. 1885)
- 1823: Gotthold Eisenstein, matematician german (d. 1852)
- 1844: Anatole France, scriitor francez, laureat al Premiului Nobel (d. 1924)
- 1848: Jean Seignemartin, pictor francez (d. 1875)

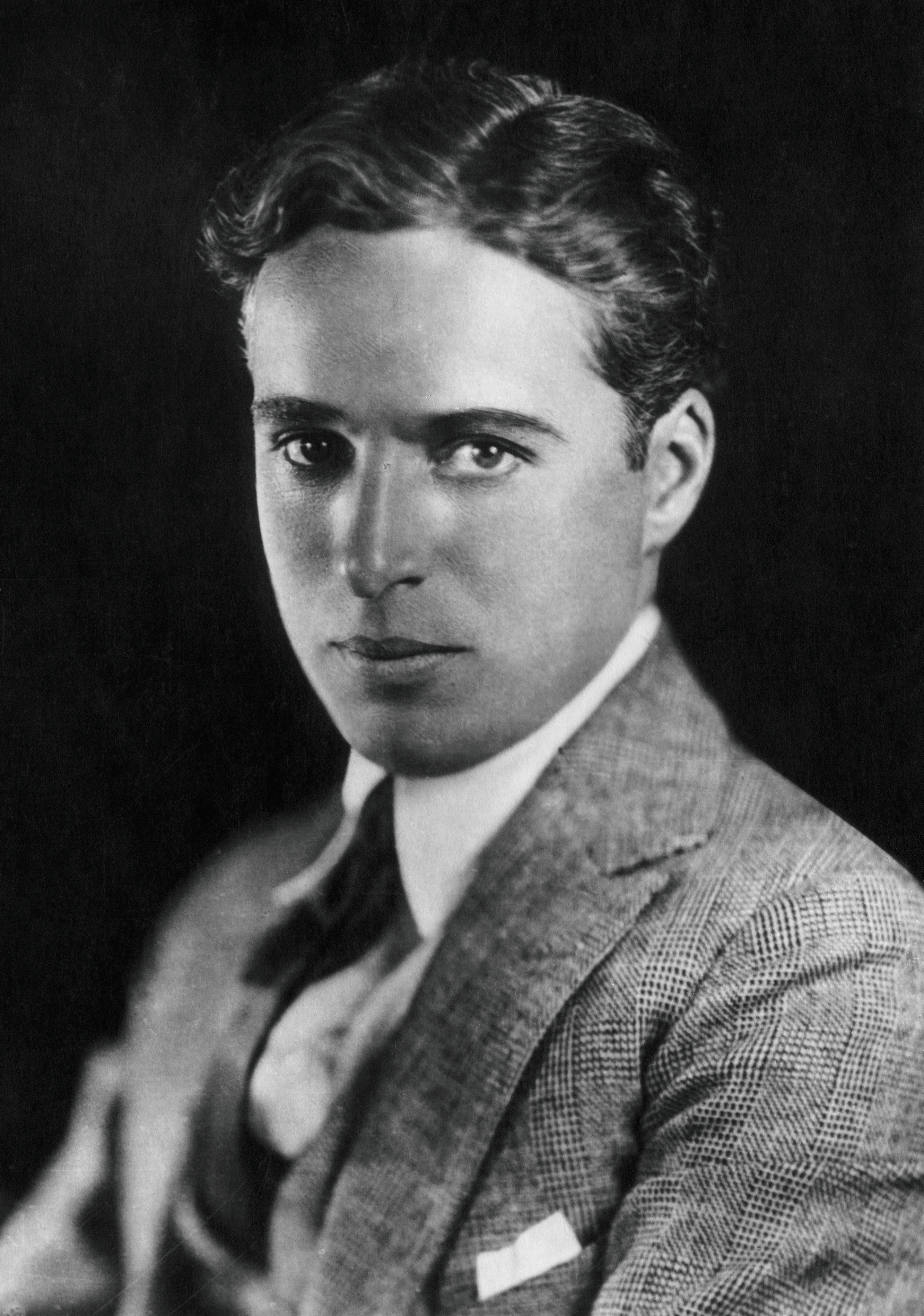
Charlie Chaplin, actor, regizor și producător britanic
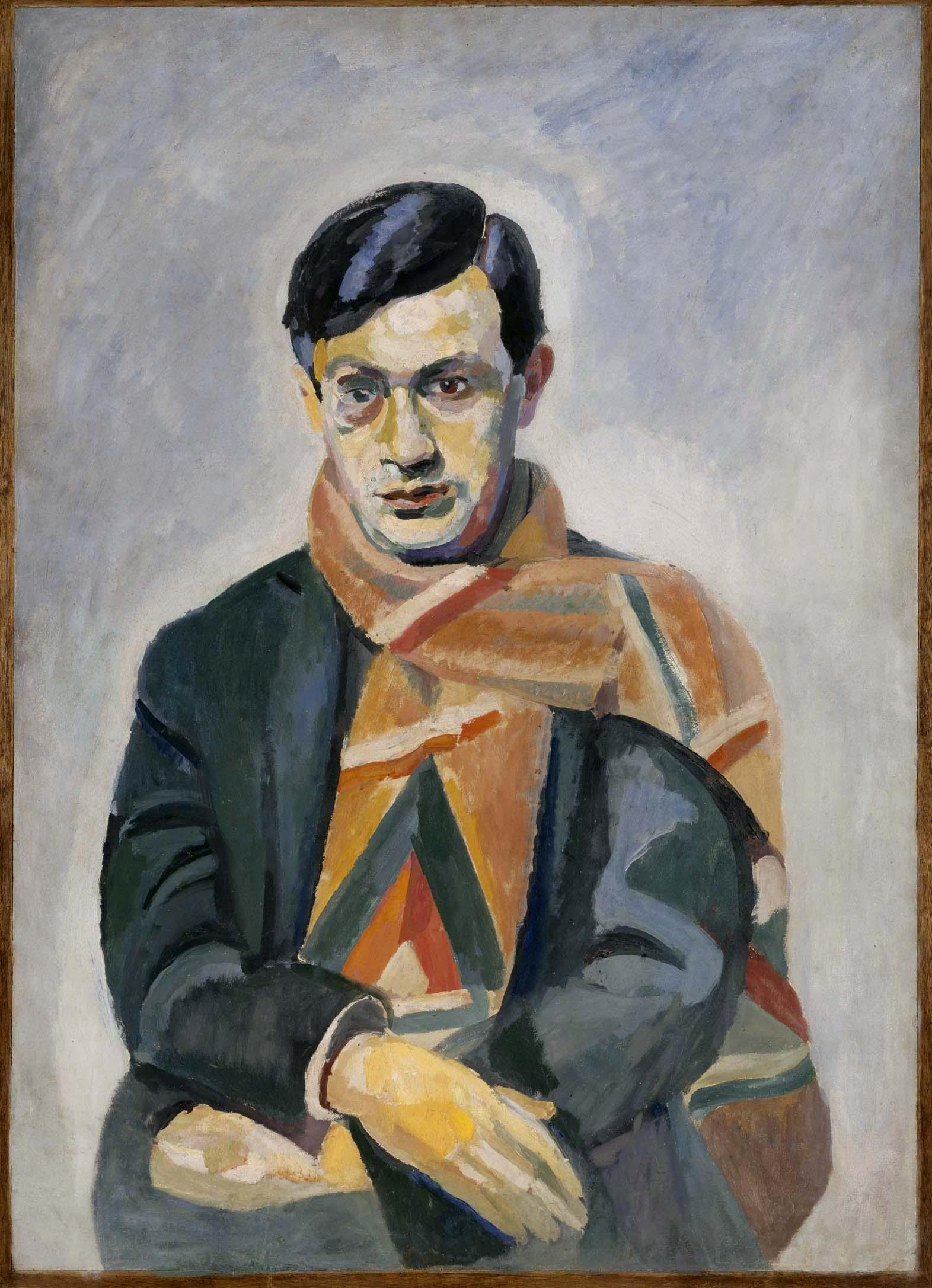
Tristan Tzara, scriitor român, unul dintre inițiatorii dadaismului
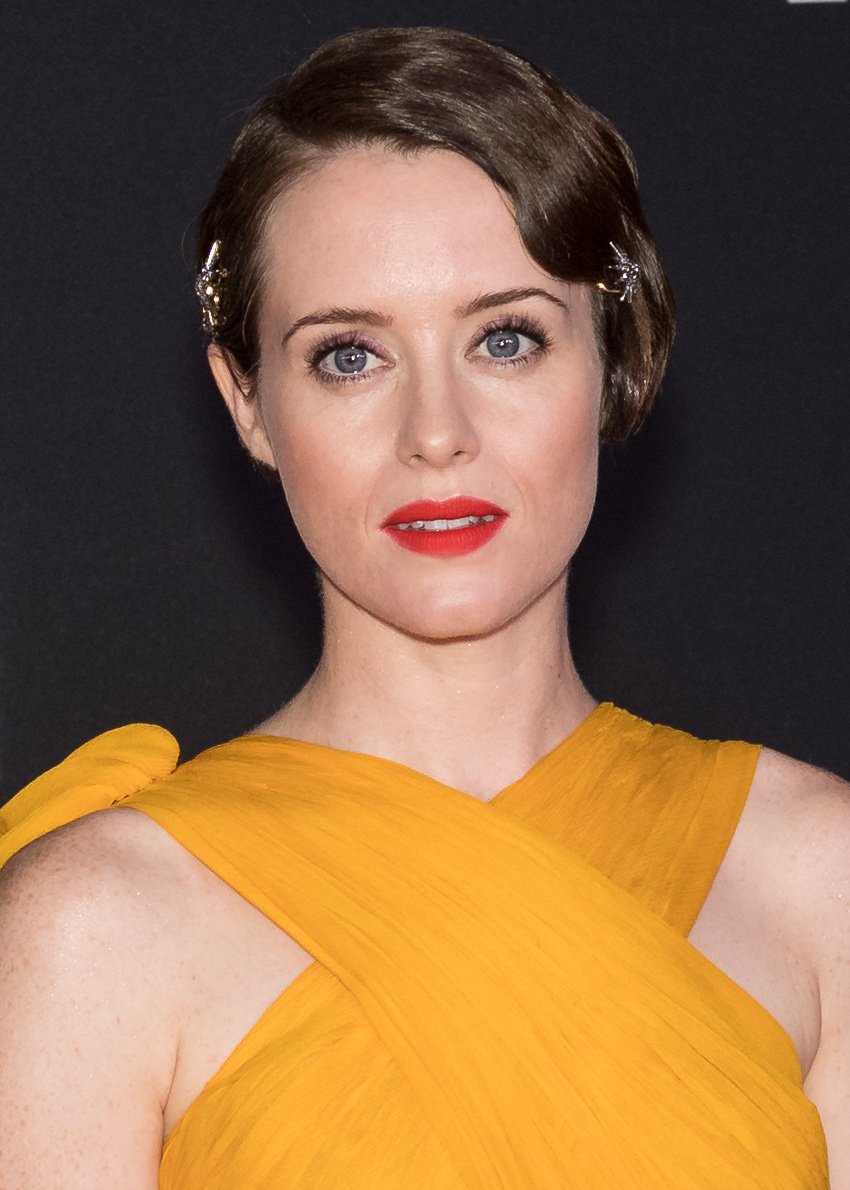
Claire Foy, actriță engleză

- 1852: Laura Theresa Alma-Tadema, pictoriță engleză (d. 1909)
- 1863: Émile Friant, pictor francez (d. 1932)
- 1889: Charlie Chaplin, actor, regizor, compozitor și producător britanic (d. 1977)
- 1896: Tristan Tzara, scriitor român, unul dintre inițiatorii dadaismului (d. 1963)
- 1921: Peter Ustinov, actor britanic (d. 2004)
- 1921: Leo Tindemans, politician belgian, prim-ministru în perioada 1974-1978 (d. 2014)
- 1927: Joseph Ratzinger, teolog german, din 2005 papă al Romei, sub numele de Benedict al XVI-lea (d. 2022)
- 1936: Gheorghe Grigurcu, poet și critic literar român
- 1940: Regina Margareta a II-a a Danemarcei
- 1942: Frank Williams, proprietarul echipei de Formula 1 Williams (d. 2021)
- 1951: Ioan Mihai Cochinescu, scriitor român
- 1952: Petre Ungureanu, politician român
- 1955: Henric, Marele Duce de Luxembourg
- 1956: Catherine Colonna, diplomat și om politic francez, ambasadoare a Franței
- 1959: Ovidiu Brânzan, politician român
- 1961: Aurel Tămaș, cântăreț român de muzică populară și ușoară
- 1973: Aliaune Thiam, cântăreț senegalezo-american
- 1978: Mihail Neamțu, politician român
- 1984: Olguța Berbec, interpretă de folclor
- 1984: Claire Foy, actriță engleză

## Decese
- 069: Otho, împărat roman (n. 32)
- 1566: Juan Correa de Vivar, pictor spaniol (n. 1510)
- 1783: Benedict Labre, mistic francez, sfântul persoanelor fără adăpost (n. 1748)
- 1787: Moise Dragoș, episcop român unit de Oradea (n. 1726)
- 1828: Francisco de Goya, pictor, gravor și desenator spaniol (n. 1746)
- 1859: Alexis de Tocqueville, istoric francez (n. 1805)
- 1902: Nicolae Kalinderu, medic român, membru al Academiei Române (n. 1835)
- 1935: Panait Istrati, scriitor român de limbă franceză (n. 1884)
- 1935: Dolla Richmond, pictoriță neozeelandeză (n. 1861)
- 1938: Karl Madsen, pictor și istoric de artă danez (n. 1855)
- 1942: Prințesa Alexandra de Edinburgh și Saxa-Coburg și Gotha, sora reginei Maria a României (d. 1878)
- 1951: George Pascu, lingvist, istoric literar și folclorist român (n. 1882)

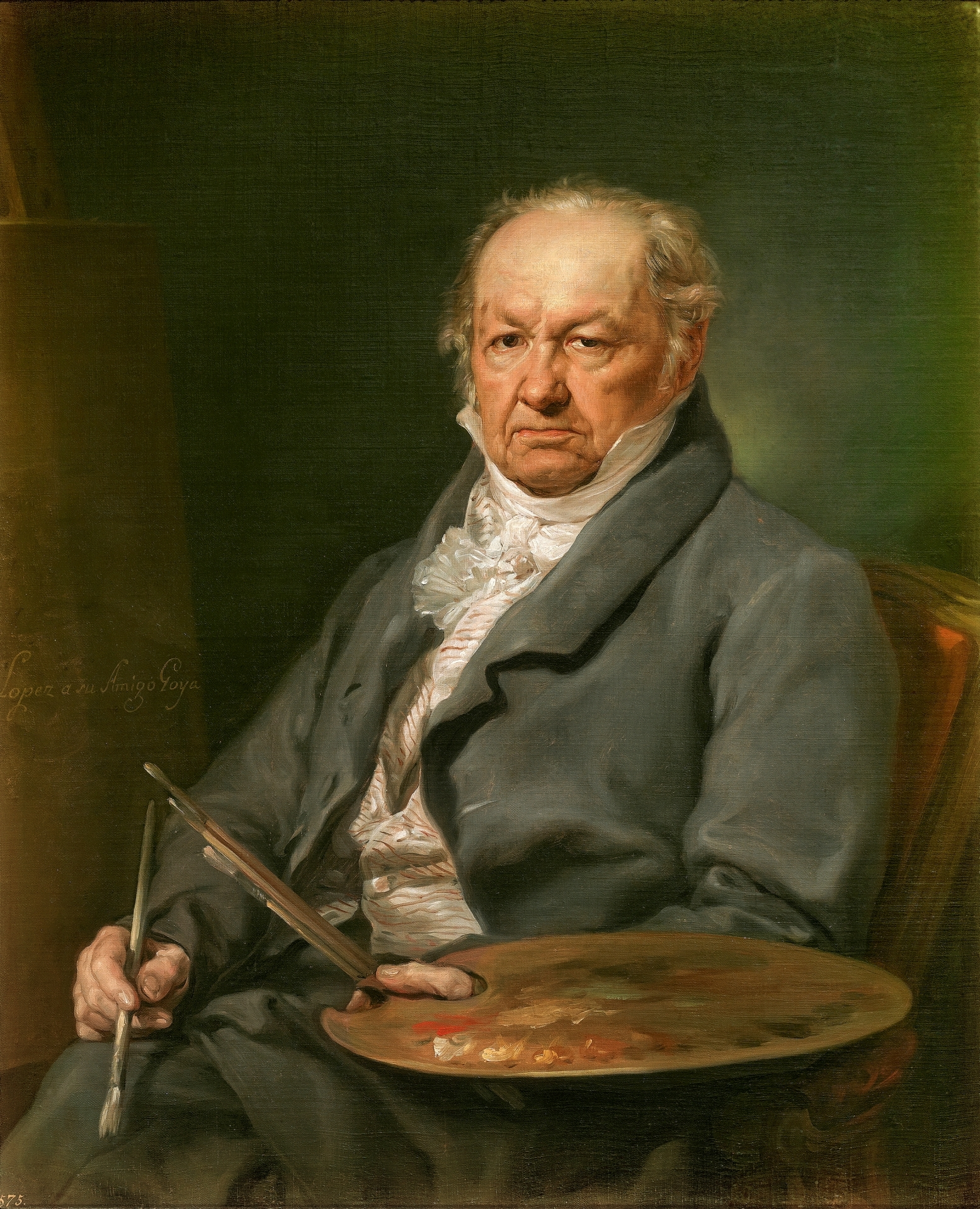
Francisco de Goya, pictor spaniol
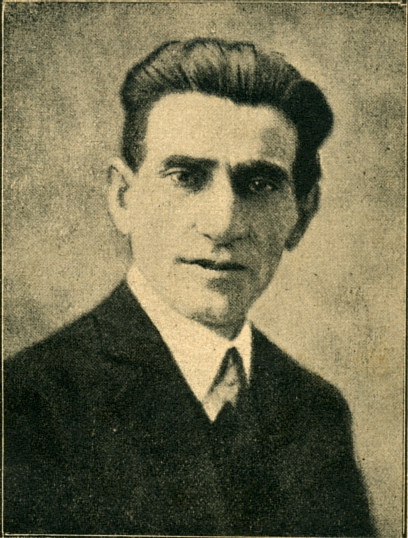
Panait Istrati, scriitor român de limbă franceză
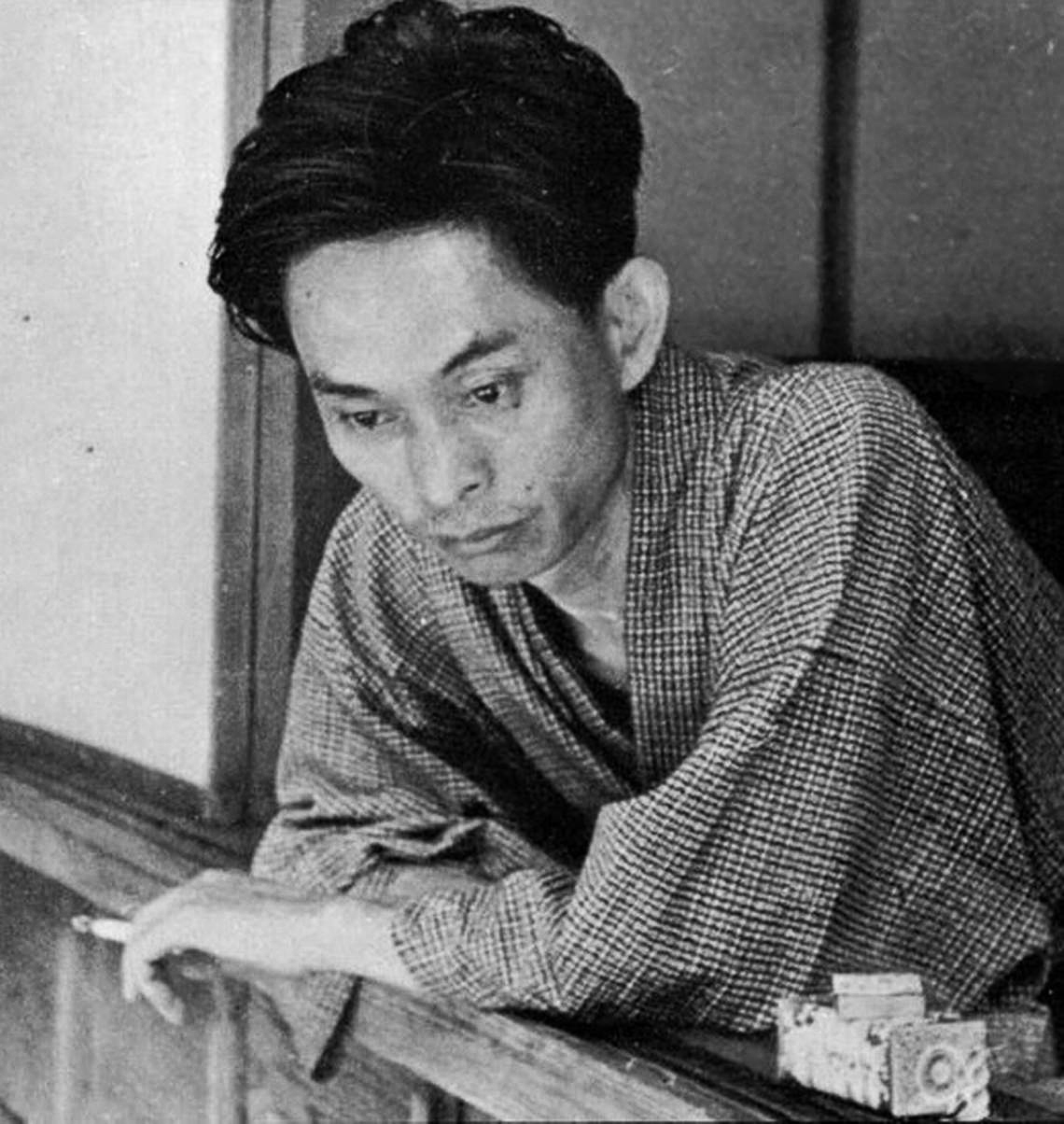
Yasunari Kawabata, scriitor japonez, laureat Nobel

- 1972: Yasunari Kawabata, scriitor japonez, laureat al Premiului Nobel (n. 1899)
- 1994: Ralph Ellison, scriitor, critic literar și profesor american (n. 1914)
- 1995: Aurel Bulgariu, handbalist român (n. 1934)
- 1997: Francis Walder, scriitor belgian, câștigător al Premiului Goncourt în 1958 (n. 1906)
- 1998: Fred Davis, jucător englez de fotbal (n. 1913)
- 2001: Paul Kazuo Kuroda, chimist și fizician nuclearist american de origine japoneză (n. 1917)
- 2007: Ioan Ursu, fizician român (n. 1928)
- 2007: Liviu Librescu, profesor de inginerie și mecanică la Universitatea Virginia Tech (n. 1930)
- 2017: George Bălăiță, romancier român (n. 1935)
- 2018: Ionela Prodan, solistă română (n. 1947)
- 2019: Valentin Plătăreanu, actor româno-german (n. 1936)
- 2020: Luis Sepúlveda, scriitor și ziarist chilian (n. 1949)
- 2022: Radu Lupu, compozitor român (n. 1945)

## Sărbători
- Danemarca: ziua națională
- Ungaria: ziua de comemorare a Holocaustului